# Polyblastus subalpinus
Polyblastus subalpinus är en stekelart som beskrevs av Holmgren 1857. Polyblastus subalpinus ingår i släktet Polyblastus och familjen brokparasitsteklar. Arten är reproducerande i Sverige. Inga underarter finns listade i Catalogue of Life.